# Catering

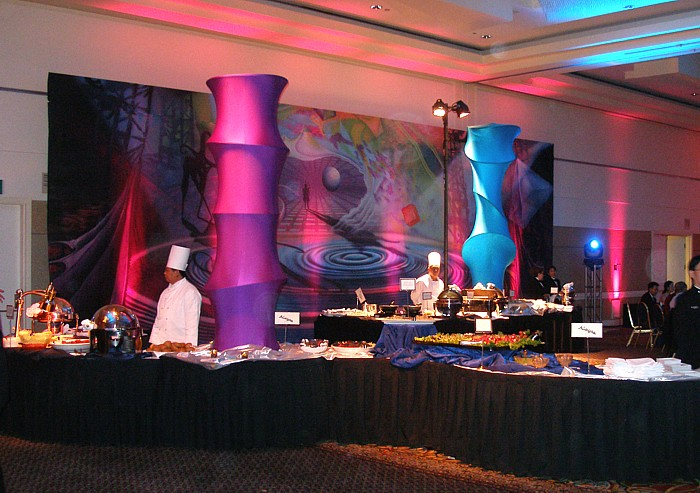
Občerstvení na společenské akci zajištěné profesionálním dodavatelem cateringu

Catering (psáno též ketering) je specifická služba zákazníkům, většinou se jedná o služby gastronomického charakteru, které je možno realizovat na libovolném místě v libovolném čase. Cateringová firma zajišťuje vše od inventáře, přes personál až po závěrečný úklid.
Některé firmy umí zajistit i zábavu, doprovodný program, často se užívá výraz event (tj. událost, zážitek), který vyjadřuje souběh gastronomie a zábavy.